# Col du Trébatut
Le col du Trébatut est un col du Massif central d'une altitude de 1 075 m se situant sur les contreforts sud du plateau de l'Aubrac.

## Géographie

### Situation
Le col se situe en Lozère et dans le périmètre du parc naturel régional de l'Aubrac. Il se trouve sur la ligne de crêtes constituant la limite administrative entre les communes des Salces au nord-ouest et celle de Bourgs sur Colagne à l'est.

### Accès
Le col est à la fois accessible par les routes départementales 52 et 56 qui s'y croisent. La première dite route des lacs assure la liaison routière entre Nasbinals et la vallée du Lot via Les Salces (village à 2 km du col) et Saint-Germain-du-Teil. La seconde, la RD 56, dite route de l'Aubrac, relie Bourgs sur Colagne à Banassac-Canilhac via Trélans et Saint-Pierre-de-Nogaret.
Le col est par ailleurs franchi par le chemin de Saint-Guilhem-le-Désert qui emprunte alors un tronçon du sentier de grande randonnée 60 (GR 60). La variante GR 670 du tour de l'Aubrac passe également par ce col qui, se situant en outre à mi-chemin entre Nasbinals et Banassac - La Canourgue, constitue une étape fréquente des randonneurs et des cyclistes.
Depuis le lieu-dit du Radal de Trébatut, à proximité immédiate du col, un sentier permet d'accéder à une table d'orientation dévoilant dans une vision panoramique les monts de la Margeride au nord-est, les Cévennes et le mont Lozère à l’est ainsi que les Causses au sud.

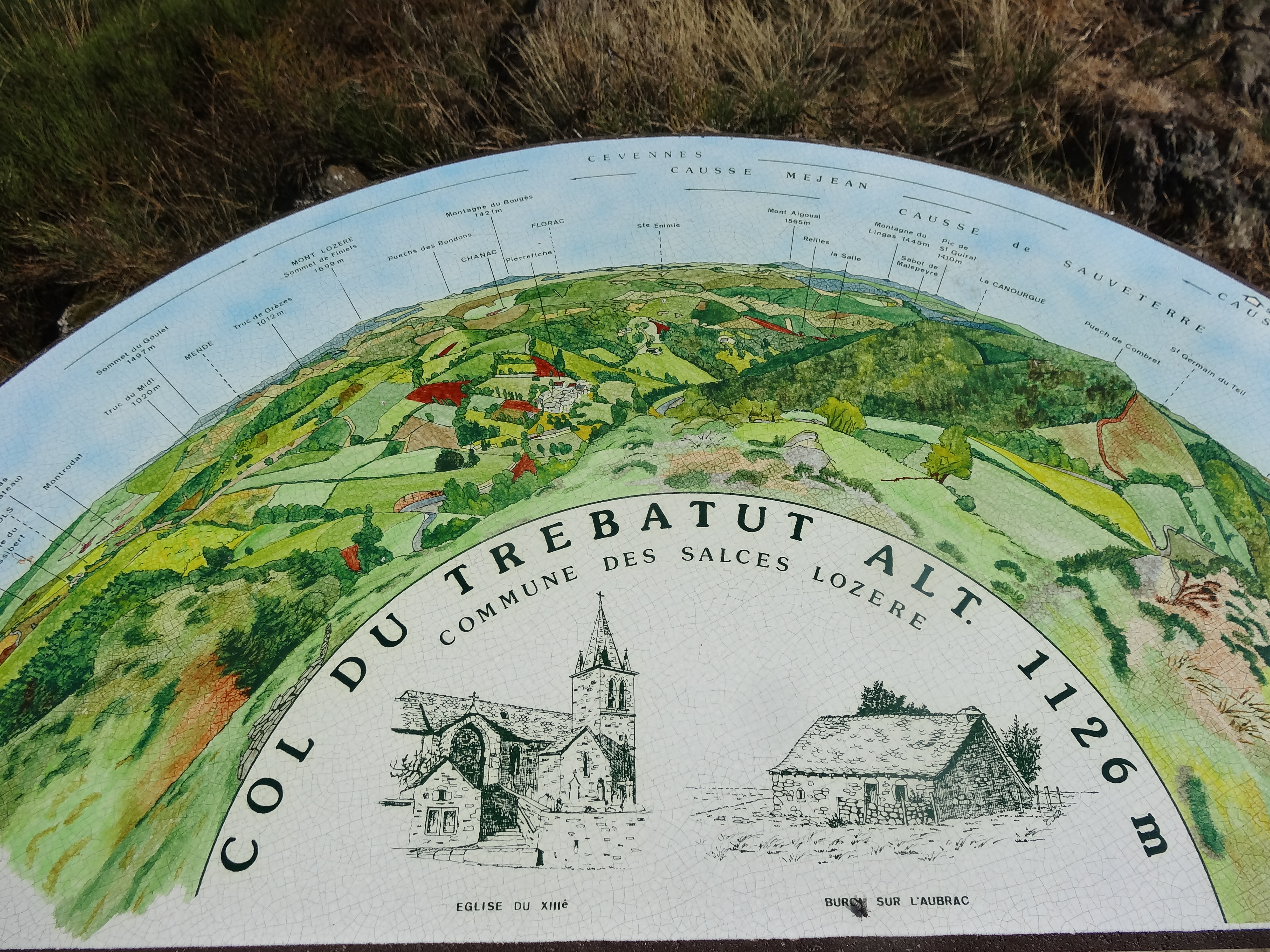
Table d'orientation du col du Trébatut.
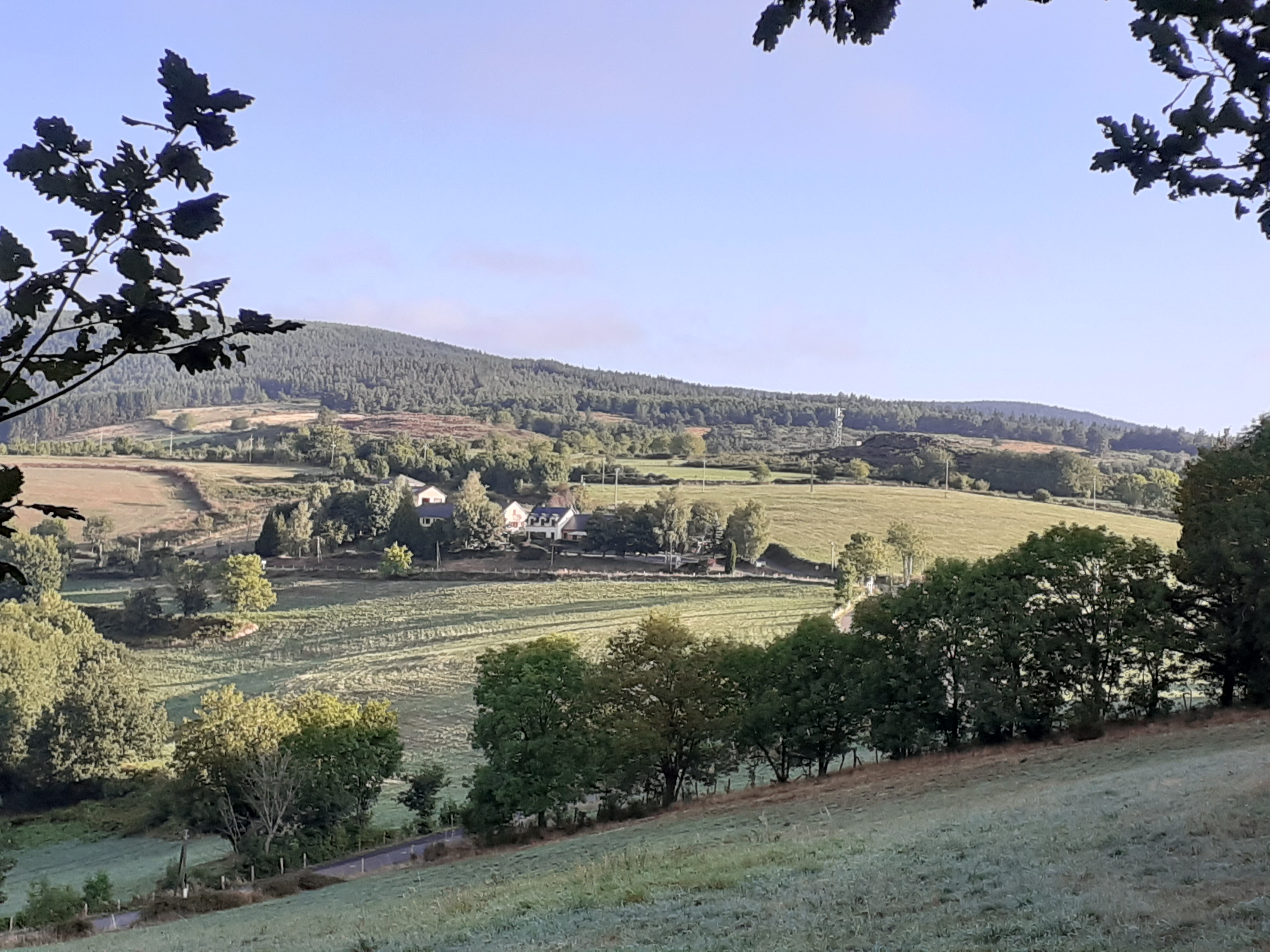
Le Radal du Trébatut.
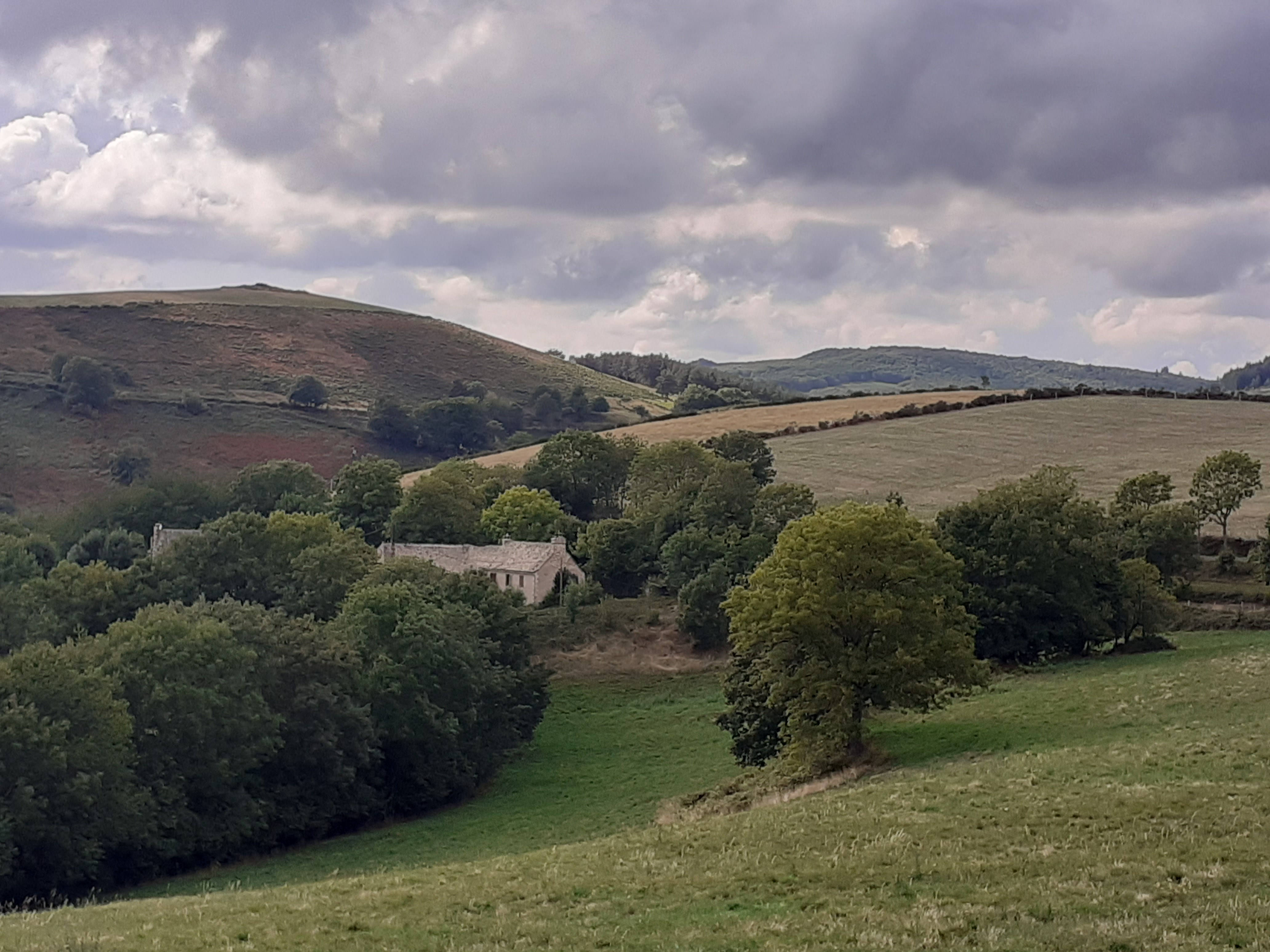
Vue sur les pentes occidentales du col.
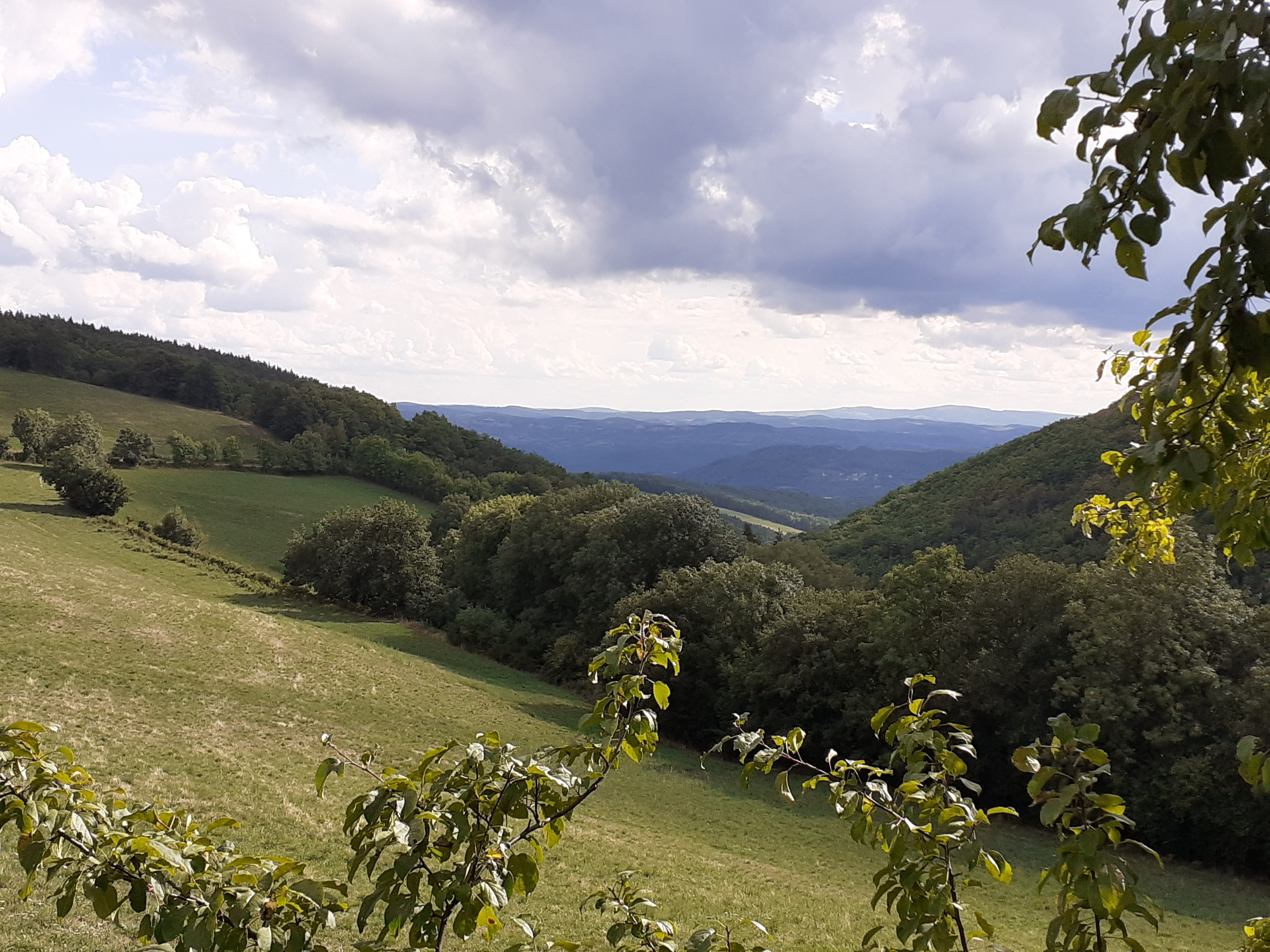
Depuis le col, vue vers le sud en direction des Cévennes.